# Christina Piper
Christina Piper (født 1. januar 1673, død 25. marts 1752) var en svensk grevinde og forretningskvinde, datter af købmand og skibsreder Oloph Hansson Törne, der blev adlet Törnflycht.
Som sekstenårig giftede Christina Törnflycht sig med den 26 år ældre Carl Piper, der var chef for Karl XII's feltkancelli og fulgte kongen på Ruslandsfelttoget i år 1700. Christian Piper blev taget til fange ved Poltava og døde i krigsfangenskab i 1716. Christina Piper byggede herregården Sturefors Slot (tegnet af Tessin d.y.) syd for Linköping og grundlagde en række fideikommisser i Skåne og Västmanland. I 1725 købte hun Andrarums alunbruk i Skånes Österlen. Hun havde over 900 ansatte på alunværket, som aflønnedes med sedler, som kun kunne bruges i værkets egne butikker. Ved værket byggede hun en ny herregård, Christinehov med en barokhave i Tessins stil.